# Ronde van Italië 1922
| Eindklassement      |                       |               |
| Algemeen klassement | Giovanni Brunero      | 119h 43' 00"  |
| Tweede              | Bartolomeo Aymo       | + 12' 29"     |
| Derde               | Giuseppe Enrici       | + 1u 35' 33"  |
| Vierde              | Alfredo Sivocci       | + 1u 52' 13"  |
| Vijfde              | Domenico Schierano    | + 4u 17' 42"  |
| Zesde               | Pietro Aymo           | + 5u 28' 58"  |
| Zevende             | Paride Ferrari        | + 6u 14' 55"  |
| Achtste             | Nicola Di Biase       | + 8u 39' 36"  |
| Negende             | Romolo Lazzaretti     | + 10u 28' 45" |
| Tiende              | Dino Bertolino        | + 10u 59' 00" |
| Rode Lantaarn       | Romolo Valpreda (15e) | + 23u 48' 14" |
| Ploegenklassement   | Legnano               |               |
| Tweede              | Peugeot               | -             |
| Derde               | ...                   | -             |

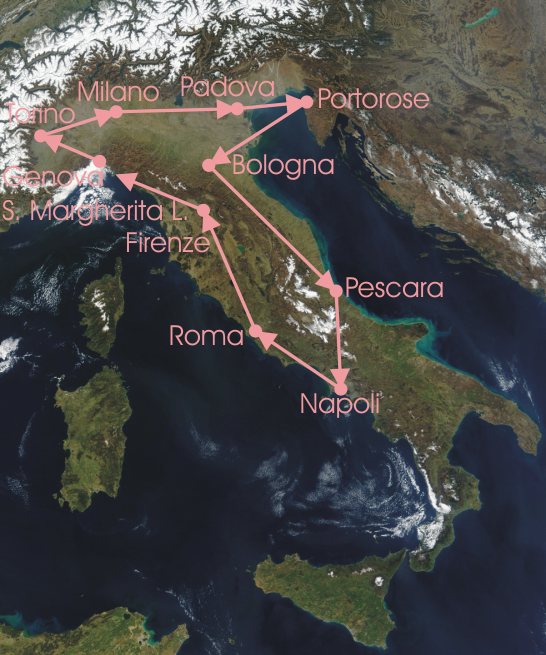
Ronde van Italië 1922

In 1922 ging de 10e Giro d'Italia op 24 mei van start in Milaan. Hij eindigde op 11 juni in Milaan. Er stonden 75 renners aan de start waarvan er 15 de ronde uitreden. Alle 15 waren Italianen. De Giro werd gewonnen door titelverdediger Giovanni Brunero.
Aantal ritten: 10

Totale afstand: 3093 km

Gemiddelde snelheid: 25.836 km/h

Aantal deelnemers: 75

## Belgische en Nederlandse prestaties

### Belgische etappezeges
- In 1922 was er geen Belgische etappezege.

### Nederlandse etappezeges
- In 1922 was er geen Nederlandse etappezege.

## Etappe uitslagen
| Datum   | Etappe    | Parcours                           | Afstand | Eerste              | Tweede              | Derde            | Klassementsleider |
| ------- | --------- | ---------------------------------- | ------- | ------------------- | ------------------- | ---------------- | ----------------- |
| 24 mei  | etappe 1  | Milaan - Padua                     | 326 km  | Gaetano Belloni     | Giuseppe Azzini     | Michele Gordini  | Gaetano Belloni   |
| 26 mei  | etappe 2  | Padua - Portorose                  | 268 km  | Costante Girardengo | Giuseppe Azzini     | Giovanni Brunero | Gaetano Belloni   |
| 28 mei  | etappe 3  | Portorose - Bologna                | 375 km  | Gaetano Belloni     | Costante Girardengo | Federico Gay     | Gaetano Belloni   |
| 30 mei  | etappe 4  | Bologna - Pescara                  | 367 km  | Alfredo Sivocci     | Pietro Linari       | Luigi Annoni     | Bartolomeo Aymo   |
| 1 juni  | etappe 5  | Pescara - Napels                   | 267 km  | Bartolomeo Aymo     | Giovanni Brunero    | Pietro Linari    | Bartolomeo Aymo   |
| 3 juni  | etappe 6  | Napels - Rome                      | 254 km  | Pietro Linari       | Alfredo Sivocci     | Luigi Annoni     | Bartolomeo Aymo   |
| 5 juni  | etappe 7  | Rome - Florence                    | 319 km  | Giovanni Brunero    | Bartolomeo Aymo     | Giuseppe Enrici  | Giovanni Brunero  |
| 7 juni  | etappe 8  | Florence - Santa Margherita Ligure | 292 km  | Luigi Annoni        | Giovanni Brunero    | Giuseppe Enrici  | Giovanni Brunero  |
| 9 juni  | etappe 9  | Genua - Turijn                     | 277 km  | Bartolomeo Aymo     | Giovanni Brunero    | Alfredo Sivocci  | Giovanni Brunero  |
| 11 juni | etappe 10 | Turijn - Milaan                    | 348 km  | Giovanni Brunero    | Bartolomeo Aymo     | Alfredo Sivocci  | Giovanni Brunero  |

 winnaars · 
roze trui · 
  puntenklassement · 
  bergklassement · 
 jongerenklassement · 
 intergiro · 
 ploegenklassement · 
 strijdlust · 
 zwarte trui
Giro d'Italia Next Gen · Giro Donne · Cima Coppi
 Belgische rozetruidragers · etappewinnaars
 Nederlandse rozetruidragers · etappewinnaars
Mannen:
1909 · 
1910 · 
1911 · 
1912 · 
1913 · 
1914 · 
1919 · 
1920 · 
1921 · 
1922 · 
1923 · 
1924 · 
1925 · 
1926 · 
1927 · 
1928 · 
1929 · 
1930 · 
1931 · 
1932 · 
1933 · 
1934 · 
1935 · 
1936 · 
1937 · 
1938 · 
1939 · 
1940 · 
1946 · 
1947 · 
1948 · 
1949 · 
1950 · 
1951 · 
1952 · 
1953 · 
1954 · 
1955 · 
1956 · 
1957 · 
1958 · 
1959 · 
1960 · 
1961 · 
1962 · 
1963 · 
1964 · 
1965 · 
1966 · 
1967 · 
1968 · 
1969 · 
1970 · 
1971 · 
1972 · 
1973 · 
1974 · 
1975 · 
1976 · 
1977 · 
1978 · 
1979 · 
1980 · 
1981 · 
1982 · 
1983 · 
1984 · 
1985 · 
1986 · 
1987 · 
1988 · 
1989 · 
1990 · 
1991 · 
1992 · 
1993 · 
1994 · 
1995 · 
1996 · 
1997 · 
1998 · 
1999 · 
2000 · 
2001 · 
2002 · 
2003 · 
2004 · 
2005 · 
2006 · 
2007 · 
2008 · 
2009 · 
2010 · 
2011 · 
2012 · 
2013 · 
2014 · 
2015 · 
2016 · 
2017 · 
2018 · 
2019 · 
2020 · 
2021 · 
2022 · 
2023 · 
2024 · 
2025
Vrouwen:
1988 · 
1989 · 
1990 · 
1991 ·
1992 ·
1993 · 
1994 · 
1995 · 
1996 · 
1997 · 
1998 · 
1999 · 
2000 · 
2001 · 
2002 · 
2003 · 
2004 · 
2005 · 
2006 · 
2007 · 
2008 · 
2009 · 
2010 · 
2011 · 
2012 ·
2013 · 
2014 ·
2015 ·
2016 ·
2017 ·
2018 ·
2019 ·
2020 ·
2021 ·
2022 ·
2023 ·
2024 ·
2025